# Dictionary of American Naval Fighting Ships

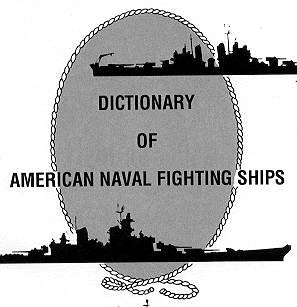
Buchumschlag des American Naval-Fighting-Ships-Buch

Das Dictionary of American Naval Fighting Ships (DANFS) ist das Nachschlagewerk über die Kriegsschiffe der United States Navy. Veröffentlicht wurde es in 9 Bänden im Zeitraum von 1951 bis 1991. Es beschreibt die Geschichte jedes Schiffs der US Navy. Die Geschichte von ungefähr 7000 amerikanischen Marineschiffen ist dort verzeichnet. Inzwischen ist DANFS auch online verfügbar.
Herausgeber ist das United States Department of the Navy, Office of the Chief of Naval Operations, Naval History Division.